# Troy Garity
Troy Garity, född den 7 juli 1973 i Los Angeles, är en amerikansk skådespelare. Han är son till skådespelerskan Jane Fonda och politiske aktivisten Tom Hayden. Garity har bland annat spelat poliskaptenen Avner Less i Eichmann – dödens underskrift från 2007.